# Polygastropteryx bicoloripes
Polygastropteryx bicoloripes là một loài ruồi trong họ Tachinidae.